# Nanak
Sri Guru Nanak Ji (Nankana Sahib, 20. prosinca 1439. – Kantarpur, 7. svibnja 1539.) je indijski filozof, osnivač sikhizma i prvi od Deset gurua Sikha.
Slave ga i hinduisti Pendžaba i Sindi hunduisti.